# Flakfortet
Flakfortet er en kunstigt skabt ø, anlagt i 1910-16
 på et eksisterende flak. Øen har været benyttet af militæret frem til 1968, senest som raketbase for HAWK-missiler. Fra 1969 til 1975 lå stedet ubevogtet hen, hvorefter bl.a. Dansk Sejlerunion i perioder har haft brugsretten. I 2001 blev stedet solgt af det statslige ejendomsselskab Freja Ejendomme A/S til Malmökranen AB.
Der er adgang til Flakfortet med Spar Shipping i sommermånederne med afgang ud for Nyhavn nr. 71 i København.
| I vest lå Vestvolden | I nord lå Garderhøj Fort, Lyngbyfortet og Fortunfortet   | I nordøst lå Taarbæk Fort, Hvidøre og Charlottenlund FortI øst lå Middelgrundsfortet, Trekroner og FlakfortetI sydøst på Amager lå Prøvestenen, Kastrup Fort, Dragør Fort og Kongelundsfortet |
| I vest lå Vestvolden | Bygherre: J.B.S. Estrup (grønt for land - blåt for vand) | I nordøst lå Taarbæk Fort, Hvidøre og Charlottenlund FortI øst lå Middelgrundsfortet, Trekroner og FlakfortetI sydøst på Amager lå Prøvestenen, Kastrup Fort, Dragør Fort og Kongelundsfortet |
| I vest lå Vestvolden | I syd lå Mosede Fort                                     | I nordøst lå Taarbæk Fort, Hvidøre og Charlottenlund FortI øst lå Middelgrundsfortet, Trekroner og FlakfortetI sydøst på Amager lå Prøvestenen, Kastrup Fort, Dragør Fort og Kongelundsfortet |

## Ekstern kilde/henvisning
- Flakfortet – øen i Øresund Arkiveret 5. januar 2006 hos  Wayback Machine
- Københavns befæstning Arkiveret 11. marts 2007 hos  Wayback Machine
- Spar Shipping Flakfortet Arkiveret 19. maj 2019 hos  Wayback Machine